# 朴婉緖
朴婉緖（1931年10月20日—2011年1月22日） 是一位韩国女作家。  她曾在首尔大学文理学院国文系就讀，朝鲜战争爆發後被迫退学。1970年发表处女作(裸木)。她曾在1994年獲得东仁文学奖，2006年獲得湖岩奖。